# Control actiu de soroll

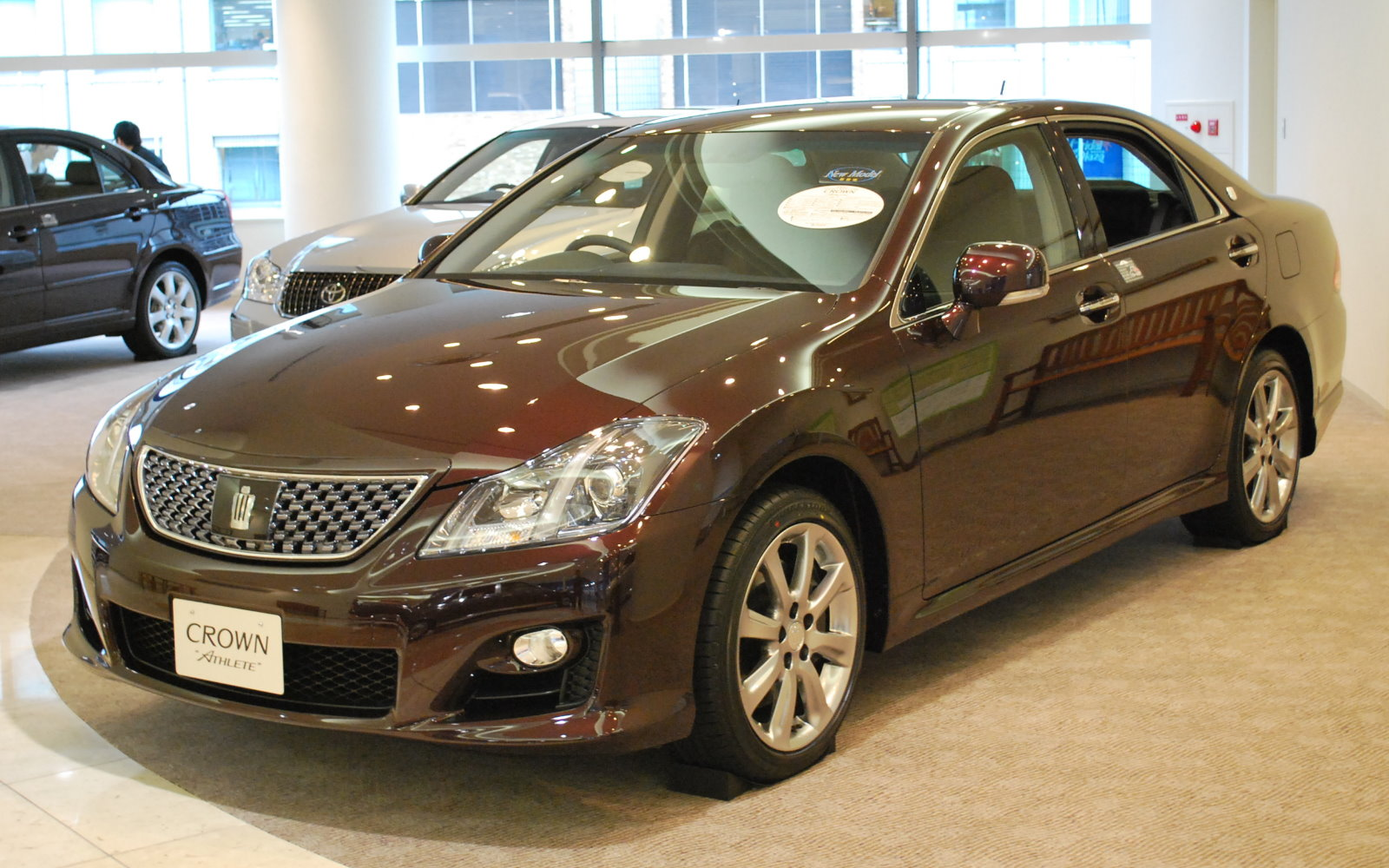
Exemple de cotxe amb cancel·lació activa de soroll.

El control actiu de soroll o cancel·lació activa de soroll és un sistema que permet anul·lar el soroll no desitjat. El so es transmet en forma d'ones sonores. Diferents sons provoquen diferents ones sonores que se sumen entre elles per donar lloc a una sola ona (que és el que és capaç de percebre la nostra oïda). Quan tenim ones sonores de la mateixa freqüència en un mateix espai parlem d'interferències. Aquestes interferències poden ser constructives o destructives, segons si l'ona resultant resulta en una amplitud major o menor. Aquesta característica de les ones sonores és la que es fa servir a l'hora de fer la cancel·lació activa de soroll.

## Funcionament
Un aparell de control actiu de soroll necessita conèixer el soroll que volem eliminar del sistema. Un aparell de Cancel·lació activa de soroll ha de constar com a mínim de: 
- Un sensor d'entrada.
- Un processador de senyal.
- Un emissor que ens generés el senyal que cancel·lés el soroll.

També és important tenir en compte un altre factor a l'hora de dissenyar/fer servir un aparell de cancel·lació de soroll, que és l'espai en el que ha de treballar.

### Sensor
El sensor ha de captar la informació que necessitem del soroll a eliminar. Generalment el que es fa és captar el soroll directament amb un micròfon, tot i que a vegades la informació s'obté d'altres fonts, com per exemple treure'n la freqüència de la centraleta electrònica d'un motor. Segons l'aplicació aquest senyal pot ser digital o analògic, i en aquest segon cas es pot arribar a digitalitzar abans de processar-lo.

### Processat
El processador és l'encarregat de generar el senyal cancel·lador (antisoroll). Trobem principalment dos tipus de processadors segons la seva naturalesa: analògics o digitals. De totes maneres, l'objectiu dels dos és el mateix: generar un senyal que cancel·li el soroll a eliminar. En el cas que coneguem exactament el senyal a eliminar podríem fer simplement un canvi de signe. En els altres casos, haurem de calcular d'alguna manera el senyal soroll amb l'error experimental que això comporta. Hem de pensar però que el nostre sistema ens afegirà un retard al senyal "cancel·lador" sobre el senyal que cal cancel·lar. Per tot això, el processat per fer la cancel·lació del soroll no és tant senzill com fer un canvi de signe al senyal, i per això es fan servir eines com ara predictors, filtres adaptatius, mètodes de control d'error, etc. per tal de poder generar un senyal cancel·lador el més efectiu possible.

### Emissor
L'emissor és un altaveu. Aquest altaveu pot haver de reproduir només l'anti-soroll o també d'altres senyals, com en el cas dels auriculars cancel·ladors de soroll.

### Espai
En el món real l'espai és tridimensional. Això fa que sigui molt difícil i car "protegir" espais grans contra sorolls. Agafem per exemple una habitació en la qual volguéssim cancel·lar completament els diferents sorolls que ens arriben des de l'exterior. Hauríem de calcular per cada punt de l'espai el soroll incident i generar l'anti-soroll. Però per si això no fos prou difícil i car, també hauríem de tenir en compte que cada emissor ens perjudicaria a cada sensor. Així doncs, generalment els que es fa és intentar eliminar el soroll en un punt en concret de l'espai. Si coneixem el receptor i aquest és fix i manipulable, el que es pot fer és situar el sensor i l'altaveu de la mateixa direccionalitat i direcció que la font de soroll just al costat d'aquesta. Això ens permet que les ones que es propaguen a través de l'aire ja estiguin "cancel·lades". D'altra banda, el que podem fer és col·locar el sensor i l'altaveu just al punt en el qual volem que es cancel·lin els sons (per exemple, al costat de l'oïda d'una persona). Aquests sistemes però són "unipersonals", és a dir, només se'n pot beneficiar un receptor. En el cas que coneguem tant la posició exacta de la font de soroll com el receptor, per exemple en un cotxe, també podem fer sistemes en els quals el sensor i l'altaveu estiguin bastant separats (el sensor al motor i l'altaveu al costat del conductor, per exemple) per tal de maximitzar l'eficàcia del sistema. Encara que resulti més car, també hi ha sistemes de cancel·lació de soroll actius per a espais grans (com cases o habitacions) per tal de cancel·lar els sorolls que venen de l'exterior.

## Aplicacions

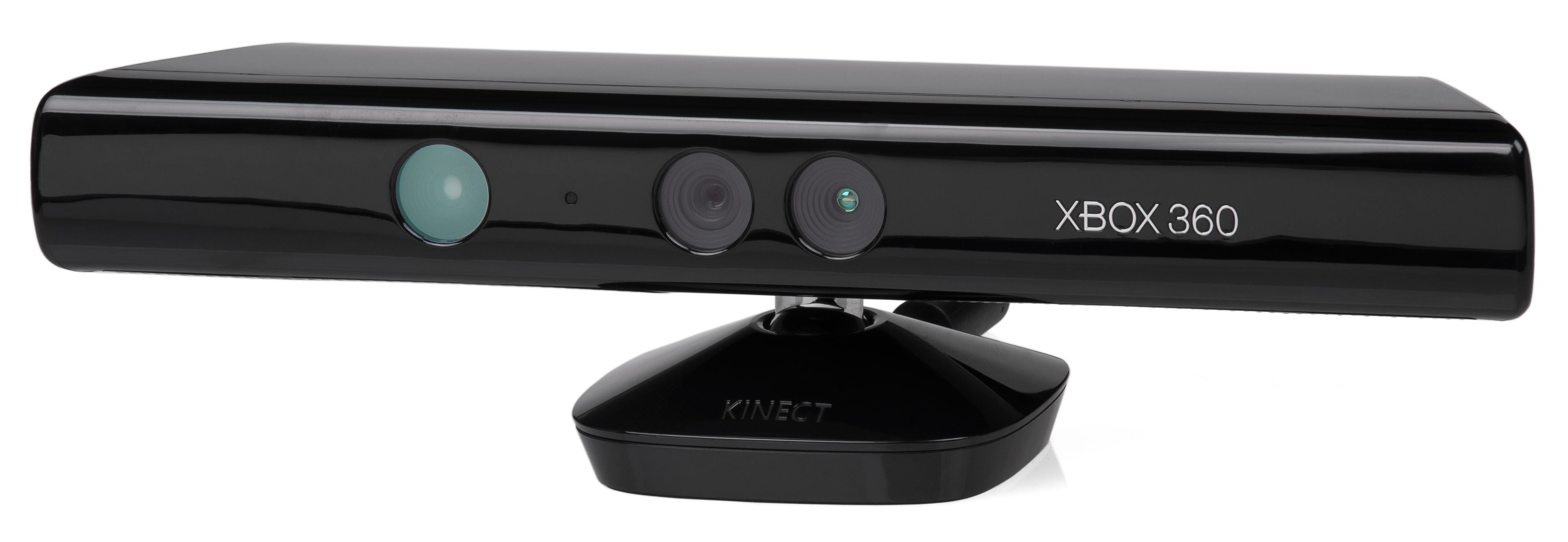
Exemple d'aparell de reconeixement de veu amb cancel·lació activa de soroll.

L'ús de sistemes de cancel·lació de soroll actius s'ha popularitzat els últims anys degut a l'abaratiment i empetitiment de la tecnologia necessària per a desenvolupar solucions. Els sistemes actius són més eficients que els sistemes passius (materials aïllants, materials absorbents, etc.) sobretot en baixes freqüències i es poden aplicar en altres situacions com ara videoconferències. Tot i això, són molt més cars, i és habitual veure'n una combinació dels dos. Per exemple, la majoria d'altaveus amb cancel·lació de soroll fan servir el control actiu sobretot per les baixes freqüències, ja que les altes freqüències encara és més barat i eficient eliminar-les fent servir uns auriculars tancats amb pavelló gran. Un altre avantatge dels sistemes actius vers els passius és que en els passius generalment l'eficiència és proporcional a la mida, sobretot en baixes freqüències. Les aplicacions actives permeten mantenir una mida constant i molt més petita.
A més a més poden ser molt més selectives. Imaginem un cotxe on a dintre hi tenim cancel·lat el soroll de l'exterior, podríem detectar el soroll dels vehicles d'emergència per tal de no cancel·lar-lo.
Algunes de les aplicacions més conegudes per als sistemes de cancel·lació de soroll actius són:
- En altaveus: altaveus que porten incorporat un sistema de cancel·lació a cada auricular per tal d'eliminar el soroll que arriba a cada orella. Aquests altaveus s'ajuden generalment d'aïllants passius per treballar. A més a més, els micròfons no són omnidireccionals, ja que es té en compte que el mateix cap de la persona elimina gairebé tots els sorolls que provenen de l'altra banda. També tenen la peculiaritat que es reprodueix pel mateix altaveu el soroll i la informació útil (música).
- En motors: els sorolls dels motors són periòdics i això fa que siguin més fàcilment cancel·lables. En la indústria i en el món de l'automòbil més recentment s'estan aplicant solucions de cancel·lació de soroll cada vegada més. S'està estudiant l'impacte que poden tenir aquests sistemes en el consum de combustible: per exemple, en els cotxes la gent acostuma a fer anar el cotxe a més de 1500 revolucions, ja que entre 1000 i 1500 el motor treballa bé però fa massa soroll, per tant si es cancel·lés faria que la gent conduís a menys revolucions.
- En sistemes de captació de veu: per exemple en videoconferències, on el que es fa és cancel·lar el senyal que capta el micròfon provinent de l'altaveu per tal d'evitar que el sistema es retroalimenti. O en sistemes de reconeixement, on és important tenir un senyal net per poder reconèixer les paraules.
- En aïllament acústic: en edificació, per bé que encara és molt car, ja es veuen aplicacions. És útil sobretot en entorns urbans per eliminar sorolls concrets com ara el trànsit i les botzines, o per exemple en zones properes als aeroports.